# جيمس إنغرام
جيمس إنغرام (بالإنجليزية: James Ingram)‏ (و. 1952 – 2019 م) هو مغن مؤلف، ومغني، وعازف قيثارة أمريكي، ولد في آكرون، يستخدم آلات بيانو، توفي في لوس أنجلوس، عن عمر يناهز 67 عاماً، بسبب ورم الدماغ.

## جوائز
حصل على جوائز منها:
- جائزة غرامي.

## وصلات خارجية
- جيمس إنغرام على موقع IMDb (الإنجليزية)
- جيمس إنغرام على موقع روتن توميتوز (الإنجليزية)
- جيمس إنغرام على موقع ميوزك برينز (الإنجليزية)
- جيمس إنغرام على موقع تيرنر كلاسيك موفيز (الإنجليزية)
- جيمس إنغرام على موقع أول ميوزيك (الإنجليزية)
- جيمس إنغرام على موقع ديسكوغز (الإنجليزية)
- جيمس إنغرام على موقع قاعدة بيانات الفيلم (الإنجليزية)
- جيمس إنغرام في قاعدة بيانات الأفلام على الإنترنت